# Кадук сіробокий
Кадук сіробокий (Myrmotherula luctuosa) — вид горобцеподібних птахів родини сорокушових (Thamnophilidae). Ендемік Бразилії. Раніше вважався підвидом білобокого кадука.

## Опис
Довжина птаха становить 9-10 см. Верхня частина тіла в самця сіра, горло і живіт чорні. Голова самиці світло-сіра, спина оливково-сіра, крила коричневі, нижня частина тіла охриста.

## Поширення і екологія
Жовточереві кадуки поширені на східному узбережжі Бразилії, від Ріу-Гранді-ду-Норті на півночі до крайнього південного заходу Ріо-де-Жанейро на півдні. Вони живуть в підліску і середньому ярусі бразильського атлантичного лісу на висоті до 800 м над рівнем моря.